# Бинчи, Дэниел Энтони
Дэниел Энтони Бинчи (англ. Daniel Anthony Binchy, 1899—1989) — ирландский учёный, специалист по ирландской филологии, лингвистике и древнеирландскому праву.
Родился в Дублине в семье юриста; в 1929 году стал профессором юриспруденции и римского права в Дублинском университетском колледже. Служил ирландским послом в Германии в 1929—1932 годах. В это время стал учеником Р. Турнейзена и начал изучать средневековое ирландское право. Вместе с О. Д. Бёргином издал английский перевод грамматики древнеирландского языка
Турнейзена.
После кончины Турнейзена Бинчи долгое время оставался единственным крупным специалистом, занимавшимся памятниками древнеирландского права. Он выпустил несколько изданий древнеирландских правовых трактатов в переводе в журналах Ériu и Celtica: «О кровавом лежании» (Bretha Crolige, 1934), «Разветвлённая покупка» (Críth Gablach, 1941), «Суждения Диана Кехта» (Bretha Déin Cecht, 1966), «Суждения об играх» (Mellbretha, 1968). Кроме этого, он издавал и другие древнеирландские тексты; в их числе «Сага о Фергусе, сыне Лейте» (Echtra Fergusa maic Léti, 1952), «Сказание о Кано, сыне Гартана» (Scéla Cano meic Gartnáin, 1963).
Бинчи планировал издание всех древнеирландских правовых текстов с параллельным переводом; это издание должно было заменить устаревшие «Древние законы Ирландии». Однако, осознав, что ему не хватит на это времени, Бинчи решил дать полное дипломатическое издание всех текстов с переводом. Такое издание — Corpus Iuris Hibernici (CIH) — было осуществлено в 1976 году. Издание CIH послужило огромным стимулом к изучению древнеирландского права, предоставив исследователям полный корпус текстов с перекрёстными ссылками на разные варианты текстов. Указатель к CIH был выпущен в 2005 году Л. Бретнахом.
Профессор, почётный иностранный член Американской академии искусств и наук (1962), членкор Британской академии (1976).